# 霍拉舞

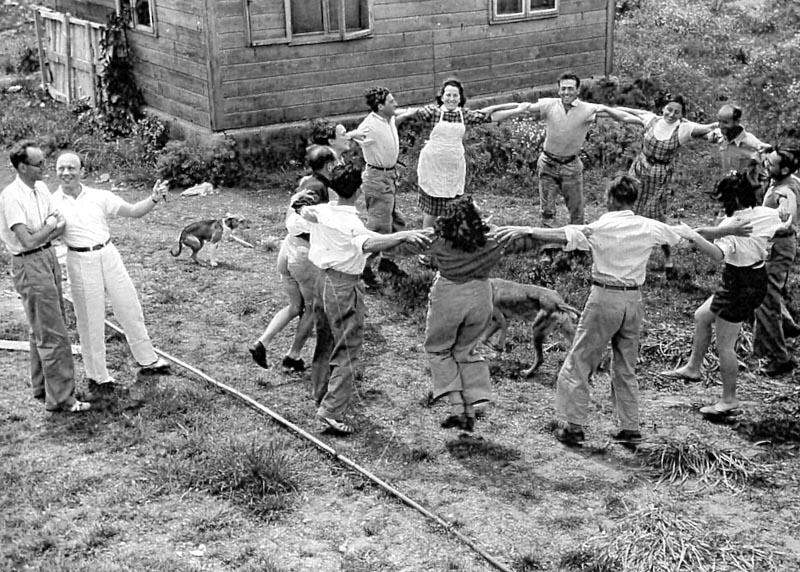
巴勒斯坦以色列移民的霍拉舞

霍拉舞是一种起源于巴尔干地区的圆圈舞，流行于东欧国家，也是犹太人的传统舞蹈之一。

## 字源
霍拉一词来源于希腊语“舞蹈”（χορός），这个词在希腊语中的本义可能是“圆圈”。在斯拉夫语中，霍拉（hora）和奥罗（oro）指代圆圈舞的意思。
在东欧语言中，来自希腊语的霍拉在保加利亚语中为 хоро，罗马尼亚语为 horă，塞尔维亚语/克罗地亚语/波斯尼亚语/黑山语/斯洛文尼亚语为 kolo，马其顿语为 oro，阿尔巴尼亚语为 hora，希伯来语为 הורה（Hora）。

## 犹太霍拉舞
犹太人的霍拉舞与东欧的霍拉舞有所不同，它因犹太人的广泛散居流传开来，在现代以色列民间舞蹈中起到基础性作用。最早由 Zikhron Yaakov 于1924年开始流传，这种舞蹈成为了以色列复国重建的一种象征。
其伴奏通常为以色列民歌或犹太歌曲，通常是《让我们欢乐》一歌。
舞蹈开始时，所有人手牵手成一个圆圈，左脚大步向右迈出，右脚跟从向右迈。随后反方向先左脚后右脚回来。后面则是手牵手快速向右旋转。
早期霍拉舞主要在基布兹和小社区集中流行。后来它成为了犹太婚礼、成人礼等团体聚会中必备的舞蹈，在婚礼中有时会在跳霍拉舞时将新人举在椅子上。这种舞蹈在20世纪初出现在北美，由来自东欧的犹太移民带来。